# Papużynci
Papużynci (ukr. Папужинці) – wieś na Ukrainie, w obwodzie czerkaskim, w rejonie zwinogródzkim, w hromadzie Talne. W 2001 liczyła 644 mieszkańców, spośród których 625 wskazało jako ojczysty język ukraiński, 15 rosyjski, a 4 białoruski.

## Urodzeni
- Nikołaj Ratuszny